# شيرمان هال
شيرمان هال (بالإنجليزية: Sherman Hall)‏ هو مبارز بالسيف أمريكي، ولد في 11 مايو 1885 في كامبريدج في الولايات المتحدة، وتوفي في 20 يوليو 1954 في بكبسي في الولايات المتحدة.

## وصلات خارجية
- شيرمان هال على موقع أوليمبيديا (الإنجليزية)